# Merionoeda musschenbroekii
Merionoeda musschenbroekii es una especie de insecto coleóptero de la familia Cerambycidae. Estos longicornios son endémicos de Célebes (Indonesia).
Mide unos 9 mm, estando activos los adultos en marzo.